# Helena Patursson
Pour les articles homonymes, voir Patursson.
Súsanna Helena Patursson (27 août 1864 à Kirkjubøur - 15 décembre 1916 à Kirkjubøur) est une écrivaine féroïenne, et est la première féministe politique du pays. Elle militait en particulier pour que tous les Féroïens puissent écrire et apprendre le féroïen et elle a écrit la première pièce de théatre en langue féroïenne.

## Biographie

### Famille
Helena Patursson est la fille du fermier du domaine royal Poul Peder Pedersen et d'Ellen Cathrine Djonesen. Elle grandit dans la ferme du roi à Kirkjubøargarður, où elle et ses frères reçoivent des cours privés. Elle part ensuite à Copenhague, où elle apprend le piano et les travaux manuels. Elle y travaille comme parajuriste jusqu'à son retour aux Féroé en 1904.

### Militantisme féministe
Depuis la réunion de Noël 1888 qui fonde le mouvement nationaliste féroïen, Helena Paturson est une militante, s'adressant principalement aux femmes féroïennes. En 1889, elle écrit la première pièce en féroïen, Veðurføst (forme féminine de veðurfastur = incapable de bouger d'un endroit à cause des conditions météorologiques, «coincé par le temps»), dont seuls quelques fragments sont parvenus jusqu'à nos jours.
Elle écrit dans les journaux Føringatíðindi (Féroé périodique) et Fuglaframi (Gloire aux oiseaux = l'avancement du peuple féroïen) qui appartiennent à ses frères Jóannes et Sverre. À Copenhague, elle organise un syndicat de femmes et en 1896, elle persuade l'Association des îles Féroé d'inclure les femmes.
Entre 1905 et 1908, de retour aux Féroé, Helena Patursson fonde et écrit son propre périodique Oyggjarnar (les îles), qui est le premier périodique destiné aux femmes des îles Féroé, et le seul périodique en langue féroïenne.
Il ne s'adresse pas uniquement aux femmes, et la plupart des articles portent sur la place des îles Féroé dans le monde, sur l'éducation dans les îles Féroé et la nécessité de passer d'un enseignement entièrement en danois à l'enseignement aux enfants en féroïen (car à l'époque, le danois était la langue officielle et était la langue utilisée dans les écoles) et sur d'autres sujets plutôt destinés aux femmes, tels que la cuisine et le maintien de la maison.

### Livre de recettes de cuisine
Un livre, qui est un recueil des articles de Helena pour Oyggjarnar, sortit en février 1908 et s'appelait Matreglur fyri hvørt hús (littéralement, "Règles de cuisine pour tous les foyers"), qui est le premier livre de cuisine féroïen. Il se compose de 160 «règles» (c'est-à-dire recettes - à l'époque, il ne semblait pas y avoir de mot en féroïen pour «recette»), vendu pour 50 oyra (une demi-couronne, équivalent à quelques centimes d'un dollar).
Parmi les recettes publiées dans le périodique, la plupart décrivent des repas de la nourriture traditionnelle: bouillie d'avoine, agneau, boulettes de viande, pâté de foie, macareux, boulettes de poisson, plukkfisk (un plat courant en Islande et les îles Féroé, essentiellement des restes de poisson avec des pommes de terre), kleynir (commun en Islande et aux îles Féroé, beignet mangé avec du café), soupe de chou-fleur et farce de saucisse. Il y avait aussi quelques adaptations de recettes dites américaines ou des instructions sur la façon de cuisiner du cochon qui n'était pas commun aux Féroé à l'époque.

#### Extrait d'Oyggjarnar
Extrait d'une recette de boulettes de poisson telle que publiée dans Oyggjarnar le 18 mai 1905:
| Original | Traduction Approximative |
| --- | --- |
| Biligur og góður fiskabollar til húsbrúk | Boulettes de poisson bon marché et savoureuses pour le ménage |
| Hakka fiskin væl og leingi við tálg og salt, rør han so við nýmjølk í 20–25 minuttir, koyr mjølkina í so við og við, til »farcen« [färsen, the mince(meat)] er fult so tjúk sum jólakøkudeiggj. Set bollarnar út á kókandi løg, við silvurskeið ella tinskeið. Skeiðin má dryppast í løgin millum hvørja ferð, at bollarnir kunnu bliva snøggur og rundur. | Hachez fin et longuement le poisson avec du saindoux et du sel, puis mélangez-le avec du lait frais entier pendant 20 à 25 minutes, ajoutez le lait petit à petit, pour que "la farce" soit aussi épaisse que de la pâte à biscuits de Noël. Placez les boulettes dans un bouillon, à l'aide d'une cuillère en argent ou d'une cuillère en étain. La cuillère peut être trempée dans le bouillon entre chaque étape, afin que les boulettes deviennent jolies et rondes. |
| »Sauce« til bollarnar: Set smør, væl av hakkaðum leyki, salt, stoytt muskat og eitt sindur av mjøli út á; tynn tað upp við fiskasoð til »saucen« er sum tunn avsia havrasuppa, og koyr nakað lítið av súrum og søtum í. Stoyt hana so yvir bollarnar og set eplur, hveitubreyð eða bæði sløgini afturat.                                                   | "Sauce" pour les boulettes : Mettez du beurre, avec beaucoup d'oignon haché, du sel, de la noix de muscade en poudre et un tout petit peu de farine, diluez-le avec le bouillon du poisson pour que "la sauce" soit comme une potée d'avoine mince, et ajoutez un peu de condiments aigres et sucrés. Puis répandez-la sur les boulettes et mangez avec des pommes de terre, du pain ou les deux comme accompagnement.                                                   |
| Fínari »sauce« til fiskabollar verður gjørd umtrent uppá sama hátt, men uttan leyk, og tá letur man: kapers, citrónsaft og hvítt vín út á, og javnar »saucen« við 1—2 eggjablommun. | Une "sauce" plus fine pour les boulettes de poisson est faite de la même manière, mais sans oignon, et en ajoutant: câpres, jus de citron et vin blanc, et en épaississant avec 1-2 jaunes d’œuf. |

## Postérité
Helena Patursson était une pionnière, et son travail et ses idées se sont poursuivis longtemps après sa mort, menant par exemple à la fondation en 1952 de la Kvinnufelagið (l'association des femmes féroïennes).
Elle a été représentée sur les timbres féroïens en 2008.